# Gmina Roselle

Położenie Gminy Roselle w hrabstwie Carroll

Gmina Roselle (ang. Roselle Township) – gmina w USA, w stanie Iowa, w hrabstwie Carroll. Według danych z 2000 roku gmina miała 670 mieszkańców.